# Cziszmy
Cziszmy (ros. Чишмы) – osiedle typu miejskiego w Rosji, w Baszkirii, 40 km na południowy zachód od Ufy. Na skraju miejscowości znajduje się mauzoleum Husejn-Beka. 

## Demografia
- 2009 – 22 096[2]
- 2020 – 22 706[1]